# Draco rhytisma
Draco rhytisma là một loài thằn lằn trong họ Agamidae. Loài này được Musters mô tả khoa học đầu tiên năm 1983.